# David McPherson
Dave McPherson (Paisley, 28 gennaio 1964) è un allenatore di calcio ed ex calciatore scozzese, di ruolo difensore.

## Carriera

### Giocatore

#### Club
Durante la sua ventennale carriera, ha giocato 585 incontri tra Scozia e Australia segnando 52 gol e vincendo 4 campionati scozzesi e altri 8 titoli nazionali. Vanta 41 presenze in competizioni UEFA per club.

#### Nazionale
Il 26 aprile 1989 esordisce contro Cipro (2-1).

## Palmarès

### Giocatore

#### Club
- Scottish League Cup: 6

Rangers: 1983-1984, 1984-1985, 1986-1987, 1987-1988, 1992-1993, 1993-1994
- Campionato scozzese: 4

Rangers: 1986-1987, 1992-1993, 1993-1994, 1994-1995
- Coppa di Scozia: 2

Rangers: 1992-1993
Hearts: 1997-1998